# Micrurus ephippifer
Micrurus ephippifer (оахакський кораловий аспід) — вид отруйних змій родини аспідових (Elapidae). Ендемік Мексики.

## Поширення і екологія
Оахакські коралові аспіди мешкають в горах в центрі та на сході Оахаки. Вони живуть в тропічних листяних лісах і сосново-дубових лісах, на висоті до 2300 м над рівнем моря.

## Збереження
МСОП класифікує цей вид як вразливий. Micrurus ephippifer загрожує знищення природного середовища.